# Andrzej Szczypiorski
Andrzej Szczypiorski ( audio), né à Varsovie le 3 février 1928, mort dans la même ville 16 mai 2000 , est un écrivain, scénariste, homme politique polonais. Il participa à la Résistance pendant la Seconde Guerre mondiale comme combattant de l'Armée Populaire (AL), participant à l'Insurrection de Varsovie, prisonnier du camp de Sachsenhausen, militant de l'opposition démocratique au régime de la République populaire de Pologne à partir des années 1970 puis sénateur lors des premières élections libres en 1989.

## Biographie
Son père, Adam Szczypiorski (pl) (1895-1979), était un syndicaliste, historien, mathématicien et homme politique, membre du PPS (député à la Diète de 1928 à 1930, secrétaire général du syndicat Centralne Zrzeszenie Klasowych Związków Zawodowych (pl) de 1931 à 1939). Engagé dans la résistance, il participe au Soulèvement de Varsovie et est déporté à Sachsenhausen. Après avoir séjourné en Suède et en Angleterre, il ne revient en Pologne qu'en 1955 sur la demande pressante de son fils pour prendre un poste à l'Institut d'histoire de la PAN. Dans les années 1970, il est un des fondateurs du Comité de défense des ouvriers (KOR).
Durant la Seconde Guerre mondiale, Andrzej Szczypiorski poursuit sa scolarité dans le cadre d'une des universités clandestines, (« universités volantes ») auxquelles son père participait et prend part comme lui à l'Insurrection de Varsovie. Arrêté et déporté en Allemagne, il revient en Pologne après l'arrêt des combats et commence des études à l'Académie de sciences politiques de Varsovie (pl). Néanmoins, il travaille comme dans l'édition et dans le théâtre, au théâtre de Silésie. C'est à cette époque, en 1952, qu'il fait ses débuts littéraires dans le magazine Życie Literackie (La Vie Littéraire), en écrivant des nouvelles policières sous le pseudonyme de « Maurice S. Andrews » et il intègre l'Union des Écrivains polonais.
En 1956-1958, il travaille à l'ambassade de Pologne au Danemark avant de revenir dans l'édition et à la radio et de continuer à écrire.
À la fin des années 1970, il rejoint l'opposition démocratique (KOR) et participe aux activités du Polskie Porozumienie Niepodległościowe (pl). À partir de 1977, il publie de plus en plus fréquemment dans les journaux clandestins, ce qui conduit à son internement pendant la loi martiale en décembre 1981. 
Après les changements politiques en Pologne en 1989 il est élu au Sénat sur la liste du Comité des citoyens et participe à la création de l'Union démocratique de Tadeusz Mazowiecki. Il milite pour la réconciliation germano-polonaise, et reçoit à ce titre en 1995 la Croix fédérale du mérite. Il est en faveur de la réconciliation et du rapprochement judéo-polonais, et préside l'Association d'amitié polono-israélienne (TPPI).
Il fut aussi ambassadeur de bonne volonté de l'UNICEF.
Andrzej Szczypiorski est enterré au Cimetière évangélique réformé de Varsovie.
Après sa mort, on apprit qu'au début des années 1950, il avait été un temps collaborateur du service de sécurité de la République populaire de Pologne.

## Les idées défendues
Dans ses œuvres, il a souvent montré la complexité de la réalité et la difficulté à faire des choix moraux, notamment dans des situations de danger extrême pour la vie. L'œuvre la plus connue d'Andrzej Szczypiorski est le roman La jolie Madame Seidenman, dont la première édition polonaise a dû être publiée en 1986 par l'Institut littéraire de Paris. Il décrit le sort d'un groupe d'habitants de la Pologne pendant et après la guerre. L'un des fils de discussion est l'histoire de Mme Seidenman, dénoncée par le collaborateur Bronek Blutman, puis sauvée par des amis polonais avec l'aide d'un Allemand. Dans ses autres publications, il présente le sort du colonel von Stauffenberg en héros allemand et "homme d'honneur".
Il est considéré comme un membre de la Génération des Colombs.
Dans ses déclarations et publications, il s'est souvent montré critique à l'égard de certains défauts des Polonais et de l'Église catholique de Pologne.

## Œuvres
- 1961 : Czas przeszły)
- 1963 : Za murami Sodomy
- 1966 : Podróż do krańca doliny
- 1971 : Msza za miasto Arras Messe pour la ville d'Arras, traduit par François Rosset, Lausanne, L'Âge d'Homme, 1987 ; réédition, Paris, UGE, coll. « 10/18. Domaine étranger » no 2328, 1993  (ISBN 978-2-264-01403-0)
- 1974 : I ominęli Emaus
- 1983 : Z notatnika stanu wojennego
- 1986 : Początek La Jolie Madame Seidenman, traduit par Gérard Conio (d), Paris, Éditions de Fallois / Lausanne, L'Âge d'Homme, 1988  (ISBN 978-2-87706-013-4) ; réédition, Paris, LGF, coll. « Le Livre de poche. Biblio » no 3156, 1991  (ISBN 2-253-05651-0) ; réédition, Paris, Liana Levi, coll. « Piccolo » no 26, 2004  (ISBN 2-86746-363-7)
- 1990 : Amerykańska whisky i inne opowiadania Whisky américain, traduit par Isabelle Hausser-Duclos, Paris, Éditions de Fallois, 1995  (ISBN 978-2-87706-229-9)  - Recueil de douze nouvelles brillantes, poétiques, tendres, polémiques, intelligentes, critiques, mordantes et captivantes, écrites durant l'état de guerre.
- 1991 : Noc, dzień i noc Nuit, jour et nuit, traduit par Katarzyna Skansberg, Paris, Liana Levi, 1994  (ISBN 978-2-86746-106-4)
- 1994 : Autoportret z kobietą Autoportrait avec femme, traduit par Katarzyna Skansberg, Paris, Paris, Liana Levi, 1995  (ISBN 2-86746-128-6)
- 1997 : Grzechy, cnoty, pragnienia
- 1999 : Trzy krótkie opowiadania
- 1999 : Gra z ogniem Jeu avec le feu, traduit par Jacques Burko, Paris, Liana Levi, 2001  (ISBN 978-2-86746-2566)

## Récompenses
- 1972 : Prix du PEN Club polonais
- 1988 : Prix Österreichischer Staatspreis für Europäische Literatur[2]
- 1989 : Prix Nelly-Sachs
- 1994 : Prix Herder